# Transport în comun
Transportul în comun este un serviciu public de transport, în număr mare, disponibil pentru întreaga populație, distinctă de sistemul de taximetrie, închiriere de autobuze și autocare de către persoane care nu se cunosc și nu au încheiat un contract de prestare servicii cu o companie de transport.
Transportul public de persoane include transportul cu ajutorul mijloacelor de transport de mare capacitate ca: autobuz, troleibuz, tramvai, tren, metrou, avion, feribot-uri, etc. Transportul în cadrul localităților se face în principal cu ajutorul autobuzelor și tramvaielor în timp ce transportul între localități se realizează cu ajutorul autocarelor, avioanelor și trenurilor.

## Transportul rutier

#### Autobuze
Transportul se face cu ajutorul mai multor tipuri de autobuz: 
- Autobuze urbane - sunt lipsite de un compartiment special amenajat pentru bagaje, iar numărul de locuri pe scaune este mic
- Autobuze turistice - asigură un confort ridicat călătoriei: aer condiționat, bar, sistem audio-video; poate transporta până la 50 de turiști

#### Mini-autobuze
Sunt autobuze echipate cu motoare electrice alimentate prin două trolee (tije metalice) de la o linie formată din două fire electrice aeriene, montate la 4 m înălțime, deasupra carosabilului. Troleibuzele sunt mijloace de transport in comun ecologice, pentru ca nu elimina noxe, iar poluarea fonică este redusă.

## Transportul feroviar

#### Tren
Este un mijloc de transport ce folosește calea ferată dedicată drept cale de transport. Un tren este format de regulă din cel puțin o locomotivă și un număr variabil de vagoane. Locomotivele moderne funcționează cu propulsie diesel sau alimentate cu energie electrică de la un cablu aerian de curent (catenară), printr-un pantograf. Vagoanele de călători sunt clasificate în funcție de confortul oferit în vagoane. Vagoanele de călători au instalații de încălzire, iluminat, ventilație, etc.

#### Tramvai
Este un mijloc de transport folosit de regulă doar în orașe, iar calea ferată dedicată pe care se deplasează este amplasată pe mijlocul străzilor, separată sau nu de benzile de circulație, ori pe cale dedicată. Deplasarea tramvaiului se face cu ajutorul motoarelor electrice, alimentele cu energie electrică prin intermediul unui pantograf, de la un cablu electric aerian. Tramvaiul este compus din unul sau mai multe vagoane, de regulă legate prin burdufuri mobile.

#### Metrou
Este o rețea feroviară ce funcționează doar în anumite orașe cu populație semnificativă. Transportul se face prin trenuri electrice de mare viteză, ce se deplasează prin tuneluri subterane sau parțial sub ori supraterane, având propriile căi de transport, sisteme de control și semnalizare. Trenul de metrou este condus de conductori umani; perfecționarea tehnologiilor din domeniul automatizărilor, a adus în unele rețele de metrou, la înlocuirea completă a omului de la conducerea trenului. În România, există o singură rețea de metrou, care funcționează în București, din anul 1975.